# Винце, Ласло
Ласло Винце (венг. Vincze László; 23 мая 1904, Будапешт — 11 июня 1990, Кфар-Сава) — венгерско-израильский виолончелист.
Окончил юридический факультет Будапештского университета, доктор права (1927), практиковал как юрисконсульт. Одновременно получил образование как виолончелист, в 1924—1925 гг. гастролировал по странам Скандинавии, в 1925 г. основал Венгерское трио вместе с пианисткой Илонкой Краус, которая затем стала его женой (в этом коллективе в 1931—1933 гг. начал карьеру ансамблиста Шандор Вег).
В 1936 г. супруги Винце эмигрировали в Палестину. В 1939—1951 гг. участник Израильского струнного квартета и Израильского филармонического оркестра. В 1945—1952 гг. дирижировал оркестром Израильской музыкальной академии.